# Jean-Paul van Bilsen
Jean-Paul van Bilsen (Schiedam, 11 maart 1977) is een voormalig Nederlands voetballer.

## Loopbaan
Van Bilsen werd in 1977 in Schiedam geboren. Hij begon zijn carrière bij Dordrecht'90, waar hij twee seizoenen speelde. Vervolgens ging van Bilsen naar FC Emmen en vervulde aldaar drie seizoenen.

## Statistieken
| Seizoen | Club         | Land      | Competitie     | Wedstrijden | Goals |
| ------- | ------------ | --------- | -------------- | ----------- | ----- |
| 1997/98 | Dordrecht'90 | Nederland | Eerste Divisie | 18          | 1     |
| 1998/99 | Dordrecht'90 | Nederland | Eerste Divisie | 25          | 0     |
| 1999/00 | FC Emmen     | Nederland | Eerste Divisie | 1           | 0     |
| 2000/01 | FC Emmen     | Nederland | Eerste Divisie | 12          | 0     |
| 2001/02 | FC Emmen     | Nederland | Eerste Divisie | 11          | 1     |
|         |              |           | Totaal         | 67          | 2     |